# Arturo Tricomi
Arturo Tricomi (Palermo, 15 settembre 1863 – Palermo, 6 gennaio 1928) è stato un architetto italiano.

## Biografia
Ingegnere. Si laurea a Napoli nel 1886. Stette con il progettista del Vittoriano (Altare della Patria) Giuseppe Sacconi dal 1887 al 1889. Dal 1889 al 1891 attuò, per conto della Società di opere pubbliche nel Mezzogiorno d'Italia, vari lavori di architettura. Prese parte ai concorsi per il restuaro della Farnesina ai Baullari a Roma, per la facciata del Teatro Riccardi (ora Teatro Gaetano Donizetti) a Bergamo ed ebbe il secondo premio, ecc. 
Nel 1897 ottenne la libera docenza in ornato ed architettura elementare presso la Regia Università di Napoli dove l'esercitò prima, quindi poi a Messina. In Sicilia, sempre a Messina, vinse il posto di direttore dell'Ospizio Provinciale di Beneficenza « Alfredo Cappellini »  (ufficio tecnico-amministrativo), creato come Ospizio della bassa gente nel lontano 31 agosto 1778 con patrimonio proveniente dalla soppressione delle case dei gesuiti; infine divenne Real Convitto «Alfredo Cappellini» di Messina.
Inoltre fu secondo classificato al concorso nazionale per professore negli istituti tecnici del 1902, successivamente venne incaricato per le classi aggiunte nella città di Messina. Fu solo al terzo posto in un concorso (1902) indetto dall'Università di Cagliari; l'anno dopo (1903) fu riaperto il concorso per titoli e per esame e gli fu assegnata la seconda posizione. Contemporaneamente, ebbe un quarto premio nel concorso internazionale per un monumento commemorativo della Repubblica dell'Equatore (ora Ecuador).
Fu professore straordinario della cattedra di disegno d'ornato ed architettura elementare nell'Università di Cagliari (1905) al posto di Antonio Fais e nel tempo stesso ebbe l'incarico di dirigere la scuola omonima. Successivamente, come docente di disegno d'ornato, passa nell'Ateneo di Napoli (1906/07-1908/09, 1909/10-1914/15) nella Facoltà di Scienze matematiche.  Ha costruito in Napoli e in Roma vari edifici pubblici e privati.

Fu attivo soprattutto tra fine '800 ed inizio '900. Fra le sue opere più importanti si annovera Palazzo Santa Lucia, già palazzo delle Ferrovie (Napoli, 1917-'20), attuale sede della Regione Campania; il Villino Berlingieri (Napoli, 1911) in stile neo-rinascimentale. Suoi sono i disegni commissionati del Duomo di Messina, della facciata del Duomo di Arezzo, della Nunziatella dei Catalani in Messina, della Casa dei Vettii, ecc.
Sposato con Corinna Di Lustro, uno dei figli di Arturo Tricomi fu il matematico Francesco Giacomo Tricomi.

## Opere
- A.Tricomi, Progetto di facciata per l'Accademia di Belle Arti di Bologna, Cagliari, s.d.
- A. Tricomi, Progetto per la facciata di San Lorenzo (Firenze, ASL 2355", riproduzione fotografica, s.n.).
- A.Tricomi, Per la facciata del duomo di Messina, Messina, Stab. tip. Guerriera, 1903 (Estr. da «Rassegna tecnica», a. 3, 1903, n. 5-6 e 7)

## Curiosità
- La foto della tavola di un suo progetto del 1905 è presente nell'Archivio Damiani dell'ingegnere Giuseppe Damiani Almeyda[13].